# Pieniądze i Więź
Pieniądze i Więź – polski interdyscyplinarny kwartalnik naukowy zajmujący się problematyką ekonomiczną, prawną i społeczną, podejmujący także zagadnienia z zakresu filozofii, etyki i historii gospodarczej. Czasopismo związane jest ze środowiskiem spółdzielczych kas oszczędnościowo-kredytowych i zajmuje się promocją idei SKOK-ów w Polsce. 
W latach 1998–2011 kwartalnik wydawany był przez Fundację na rzecz Polskich Związków Kredytowych (głównego udziałowca Kasy Krajowej SKOK), a od jej likwidacji w 2011 roku wydawcą był jej następca, Spółdzielczy Instytut Naukowy, obecnie Spółdzielczy Instytut Naukowy G. Bierecki Sp. J. założony przez Grzegorza Biereckiego, jego brata Jarosława Biereckiego oraz Adama Jedlińskiego. Czasopismo znajduje się na prowadzonej przez MNiSW liście czasopism punktowanych; współpracuje z „The Central European Journal of Social Scienties and Humanities”.
W ramach serii wydawniczej „Biblioteka kwartalnika Pieniądze i Więź” ukazują się publikacje książkowe oraz „Rocznik Orzecznictwa i Piśmiennictwa z Zakresu Prawa Spółdzielczego”; ponadto (jako dodatek kwartalnika) wychodzi czasopismo „Raport” i kwartalnik „Prawo i Więź”.